# Ion Monoran
Ion Monoran (n. 18 ianuarie 1953, Ciacova, Timiș, Republica Populară Română, România – d. 2 decembrie 1993, Timișoara, România) a fost un poet și publicist român. 
A fost fiul lui Alexandru Monoranu și al Mariei Suciu. Era cunoscut cu numele prescurtat Mono și "a refuzat să debuteze, ca scriitor, deși ar fi putut-o face, cu un volum înainte de 1989, fiindcă acel volum ar fi apărut cenzurat".

## Biografie
În 1971 a fost exmatriculat pentru încercarea de trecere frauduloasă a frontierei, absolvind liceul de Filologie-Istorie din Timișoara abia în 1978. A fost membru activ al Cenaclului literar "Pavel Dan" al Casei de Cultură a Studenților din Timișoara și fondator al Cotidianului Timișoara și al Societății Timișoara, totodată participant, ca lider, la Revoluția din Decembrie 1989. Debutează în literatură în 1976, cu versuri, în revista "Forum studențesc" și colaborează, mai apoi, regulat, la reviste precum "Orizont", "Amfiteatru", “Echinox", “Luceafărul”. A murit în 2 decembrie 1993 înainte de publicarea primului său volum de poezii.
Nume de referință al generației optzeciste, refuzând orice fel de compromis, Monoran își amână debutul editorial până dincolo de limitele vieții. Cel dintâi volum, Locus periucundus (Ed. Marineasa), vede lumina tiparului în 1994, cuprinzând o serie de poeme scrise în perioada 1975-1989, într-o selecție realizată de autor însuși. Etichetată drept “poezie biografică”, de Mircea Cărtărescu (iar autorul ei, drept “model totemic al generației ‘80”, de Marcel Tolcea), lirica impulsivă, abruptă și adesea contradictorie a lui Monoran, redă experiența unui spirit liber (“sunt un băiat furtunos”), neînțeles (“dar pun rămășag/ că nici un redactor nu s-ar încumeta/ să publice un text ca ăsta prin reviste/ cu atât mai puțin ideologii/ cu care odată și odată tot am să mă răfuiesc eu…”). Al doilea volum, Ca un vagabond într-o flanelă roșie (Ed. Marineasa, 1996), include poeme din perioada 1972-1979 și continuă aceeași litanie/confesiune a unui exclus nostalgic. De un nonconformism menit să spargă orice tipare, capabil să “care” după el mase întregi de oameni, Ion Monoran a fost incomodul prin excelență, respins de oficialități înainte de Revoluție, dar și după (nu degeaba se spune că a murit de inimă rea). Postum, Mircea Cărtărescu, Alexandru Mușina și alții îl găzduiesc în antologiile generației optzeciste.
Pentru Ziarul Timișoara, Ion Monoran a fost cel care, în momentele grele de la început, în 1990, a găsit întotdeauna soluții. El a procurat prima mașină de scris, iar la un moment dat a găzduit în apartamentul său întreaga redacție a ziarului.
Poetul obține, în scurtul său destin literar, o serie de premii, printre care: Premiul pentru Poezie al revistei literare Orizont (1987), Premiul “Nichita Stănescu” pentru Poezie Contemporană (1987), Premiul Concursului de Creație Literară (Satu-Mare, 1987), Premiul pentru debut al Uniunii Scriitorilor, Filiala Timiș, pentru volumul Locus periucundus și este declarat, post-mortem, Cetățean de Onoare al Municipiului Timișoara.
"Monoran n-a fost, iată, numai poet, ci și un bărbat extrem de curajos, care și-a riscat propria viață. Gestul lui este extraordinar și din perspectiva faptului că era tatăl a doi copii mici... poetului timișorean Ion Monoran, cel care, în 16 decembrie 1989, împreună cu Daniel Zăgănescu, Borbely Zoltan și Kovacs Tibi, a avut inspirația să oprească tramvaiele în Piața Maria. De ce inspirație? Fiindcă toți călătorii au coborât acolo și au văzut că în fața casei pastorului László Tőkés sunt oameni cu lumânări aprinse, care protestează împotriva unei decizii abuzive de mutare a pastorului din oraș. O parte dintre ei s-au alăturat protestului, alții au dus vestea mai departe și au amplificat-o. Mai mult: tot atunci, protestul pașnic s-a transformat în revoltă, în invitație la revoluție, în scandări împotriva regimului și a lui Ceaușescu. Chiar Ion Monoran povestea că prietenul său, Daniel Zăgănescu, suit pe unul dintre tramvaie, a strigat Jos, Ceaușescu! Strigătul s-a amplificat și a devenit unul dintre dezideratele Revoluției din 1989."

## Volumele
- Locus pericundus, Editura Marineasa, Timișoara, ianuarie 1994
- Ca un vagabond într-o flanelă roșie, Editura Marineasa, Timișoara, 1996
- Eu însumi, Editura Cartea Românească, București, 2009 [3]
- Dragă poezie, sub egida Bibliotecii Județene Sorin Titel, 2013
- Dragă poezie, reeditare, Editura Brumar, 2019
- Dragă poezie, Editura Humanitas, 2023